# Чужня Вас
Чужня Вас (словен. Čužnja vas) — поселення в общині Мокроног-Требелно, регіон Південно-Східна Словенія, Словенія.